# Pothos mirabilis
Pothos mirabilis är en kallaväxtart som beskrevs av Elmer Drew Merrill. Pothos mirabilis ingår i släktet Pothos och familjen kallaväxter. Inga underarter finns listade.